# 2007-es német rali

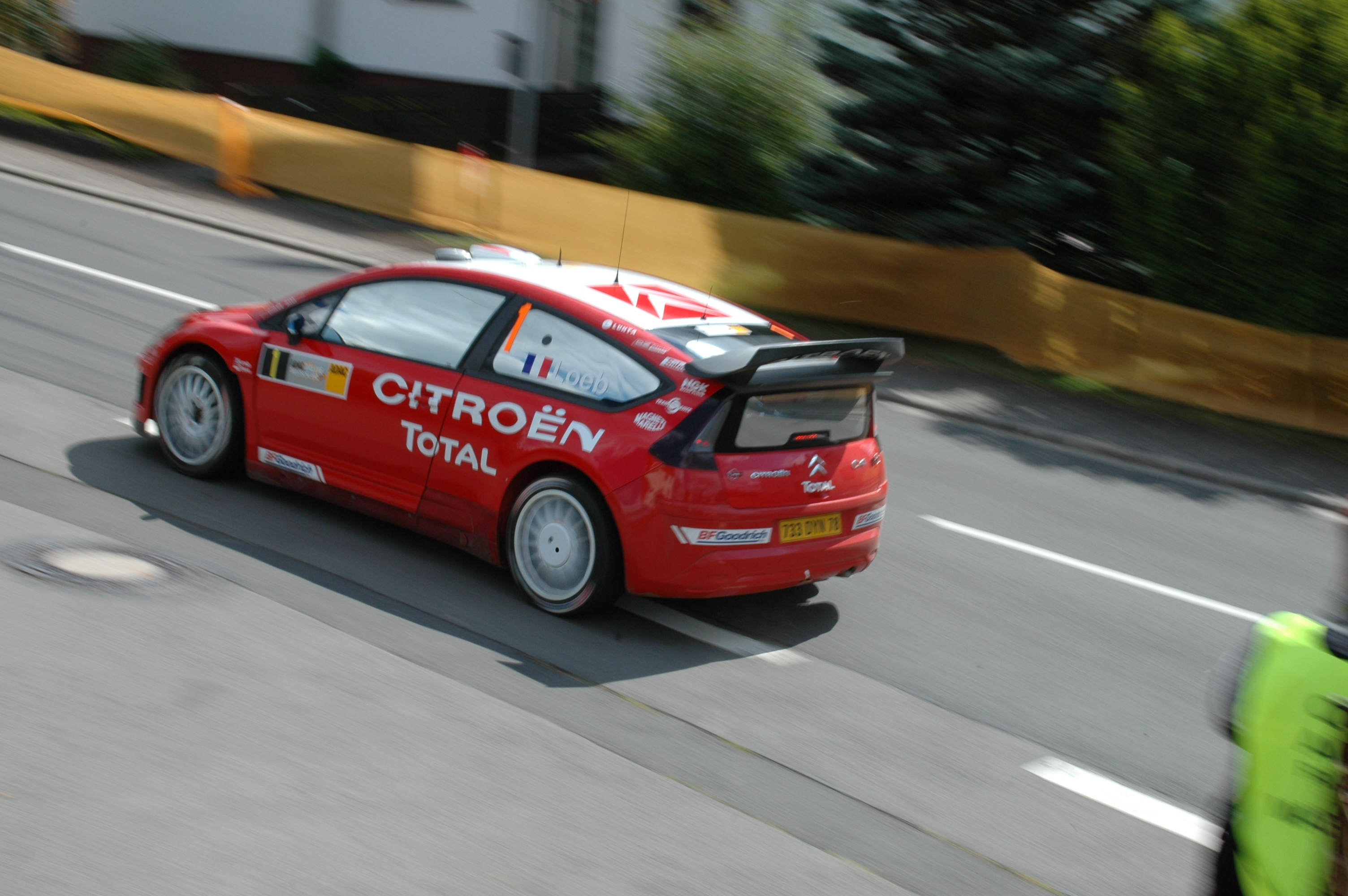
Sébastien Loeb hatodik sikerét aratta a német versenyen

A 2007-es német rali (hivatalosan: 26. ADAC Rallye Deutschland) volt a 2007-es rali-világbajnokság tizedik futama. Augusztus 17. és augusztus 19. között rendezték meg, 19 gyorsasági szakaszból állt, melyek össztávja 356 kilométert tett ki. A versenyen 102 páros indult, melyből 88 ért célba.
A versenyt Sébastien Loeb nyerte. Másodikként François Duval végzett, harmadik pedig Mikko Hirvonen lett.
A futam a junior ralibajnokság futama is volt egyben. Ezt az értékelést a cseh Martin Prokop nyerte az észt Urmo Aava és a zimbabwei Conrad Rautenbach előtt.
A versenyre egy magyar páros nevezett. A Holcer Dániel, Illyés Roland alkotta kettős egy Renault Clio S1600-as autóval vett részt a viadalon. Végül az összetett negyvenkilencedik, és az A6-os kategória tizenötödik helyén zártak.

## Beszámoló
Első nap

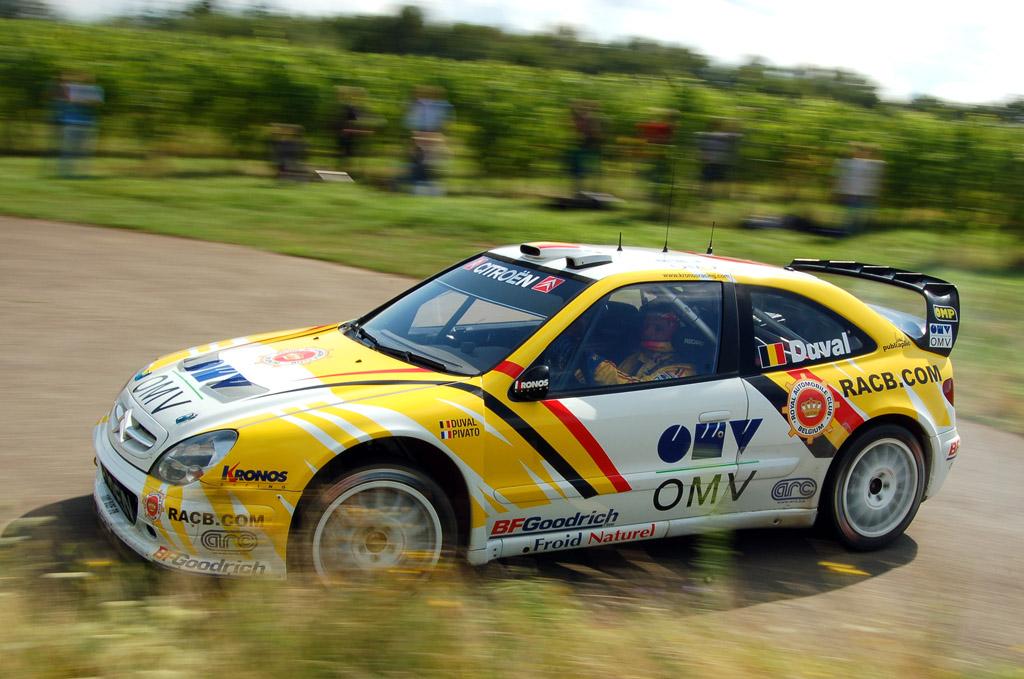
Duvalnak a verseny egészén ésélye volt a győzelmre

Az első napot a Citroën Xsara WRC-vel versenyző François Duval zárta az élen. A belga két szakaszgyőzelmet szerzett a nap folyamán, és végig az élmezőnyben végzett, ami elegendő volt ahhoz, hogy megelőzze a gyáriakat. Sébastien Loeb szintén két részsikert ért el, és mindössze 1,3 másodperces hátrányban állt Duval mögött. A két gyári Ford, Grönholm, Hirvonen sorrendben a harmadik és a negyedik helyen zárta a napot. Őket követte Gardemeister az ötödik, és Jan Kopecky a hatodik helyen.
Második nap

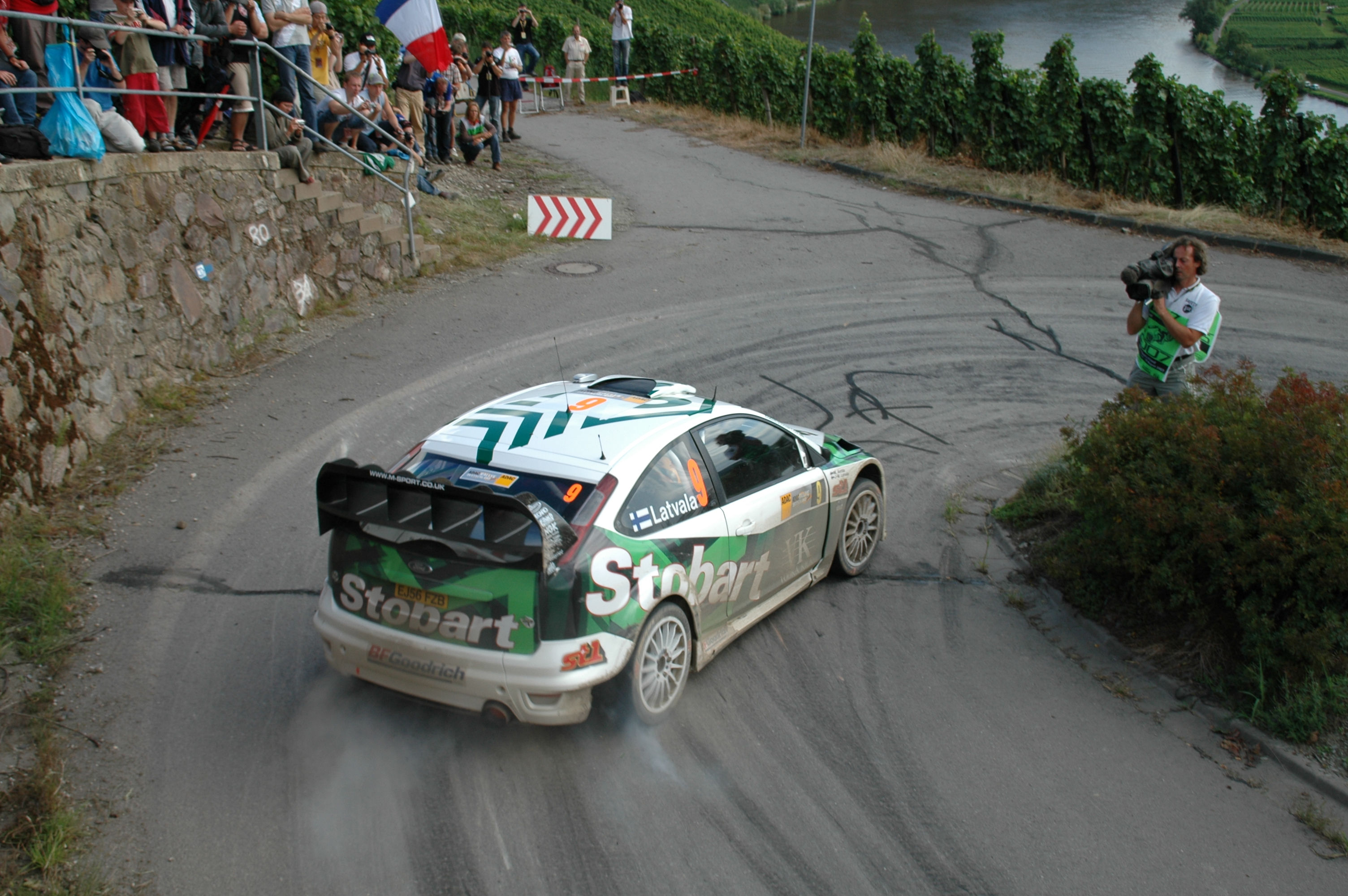
Jari-Matti Latvala egyenletes teljesítménnyel lett nyolcadik

A második napon nyolc gyorsasági szakaszt rendeztek. A nyitószakaszon Duval kétszer is hibázott, amivel több mint tizenöt másodpercet vesztett. Loeb átvette a vezetést, és meg is tartotta előnyét az egész nap alatt. Duval folyamatosan hátracsúszott, és a nap végén már csak a harmadik volt, közel egyperces hátrányban Loeb mögött. Grönholm feljött a második helyre, Mikko Hirvonen pedig maradt a negyedik. Az ötödik helyért Kopecky és Gardemeister küzdött; kettejük közt 2,7 másodperc volt a különbség a nap végén.
Dani Sordo már az első napon technikai gondokkal küzdött, a második napon pedig már elrajtolni sem tudott. Manfred Stohl a kilencedik gyorsaságin lecsúszott az útról és olyannyira összetörte autóját, hogy fel kellett adnia a futamot.
Harmadik nap
A zárónapon öt szakasz szerepelt a programban. Noha az összes gyorsaságit Duval nyerte a napon, Loeb előnye így is kitartott és megnyerte a versenyt. Duval Grönholmal csatázott a második helyért, ami végül a finn hibájával dőlt el. A legutolsó szakaszon egy a pályához veszélyesen közel legelő tehén megzavarta a kétszeres világbajnokot, aki az eset láttán elvesztette koncentrációját és egy balkanyarban kicsúszott. A Ford hátulja összetört, és Grönholm csak tetemes időhátránnyal tudta teljesíteni a távot. Duval így megszerezte a második helyet, Hirvonen pedig feljött az utolsó dobogós pozícióba. Grönholm a negyedik helyig esett vissza. Kopecky lett az ötödik, hatodikként pedig Petter Solberg zárt.

## Szakaszok
| Nap                   | #   | Rajtidő | Szakasz                  | Hossz    | Győztes         | Idő     | Átlag seb.  | Versenyben vezető |
| --------------------- | --- | ------- | ------------------------ | -------- | --------------- | ------- | ----------- | ----------------- |
| 1. nap (Augusztus 17) | 1.  | 10:13   | Ruwertal / Fell 1        | 19.79 km | Sébastien Loeb  | 11:04.2 | 107.26 km/h | Sébastien Loeb    |
| 1. nap (Augusztus 17) | 2.  | 11:26   | Grafschaft Veldenz 1     | 23.40 km | Sébastien Loeb  | 13:12.4 | 106.31 km/h | Sébastien Loeb    |
| 1. nap (Augusztus 17) | 3.  | 12:09   | Schones Moselland 1      | 21.46 km | François Duval  | 12:22.9 | 103.99 km/h | Sébastien Loeb    |
| 1. nap (Augusztus 17) | 4.  | 15:17   | Ruwertal / Fell 2        | 19.79 km | Mikko Hirvonen  | 11:34.2 | 102.63 km/h | Sébastien Loeb    |
| 1. nap (Augusztus 17) | 5.  | 16:30   | Gafschaft Veldenz 2      | 23.40 km | François Duval  | 13:30.6 | 103.92 km/h | Sébastien Loeb    |
| 1. nap (Augusztus 17) | 6.  | 17:13   | Schones Moselland 2      | 21.46 km | Chris Atkinson  | 12:18.5 | 104.61 km/h | François Duval    |
| 2. nap (Augusztus 18) | 7.  | 08:33   | St Wendeler Land 1       | 16.37 km | Mikko Hirvonen  | 8:52.6  | 110.65 km/h | Sébastien Loeb    |
| 2. nap (Augusztus 18) | 8.  | 09:06   | Bosenberg 1              | 19.00 km | Sébastien Loeb  | 10:39.5 | 106.96 km/h | Sébastien Loeb    |
| 2. nap (Augusztus 18) | 9.  | 10:29   | Erzweiler 1              | 16.51 km | Marcus Grönholm | 9:55.9  | 99.74 km/h  | Sébastien Loeb    |
| 2. nap (Augusztus 18) | 10. | 11:02   | Arena Panzerplatte 1     | 30.54 km | Sébastien Loeb  | 17:57.4 | 102.05 km/h | Sébastien Loeb    |
| 2. nap (Augusztus 18) | 11. | 14:45   | St Wendeler Land 2       | 16.37 km | Mikko Hirvonen  | 8:51.6  | 110.86 km/h | Sébastien Loeb    |
| 2. nap (Augusztus 18) | 12. | 15:18   | Bosenberg 2              | 19.00 km | Chris Atkinson  | 10:27.4 | 109.02 km/h | Sébastien Loeb    |
| 2. nap (Augusztus 18) | 13. | 16:41   | Erzweiler 2              | 16.51 km | Sébastien Loeb  | 9:45.5  | 101.51 km/h | Sébastien Loeb    |
| 2. nap (Augusztus 18) | 14. | 17:14   | Arena Panzerplatte 2     | 30.54 km | Chris Atkinson  | 17:49.8 | 102.77 km/h | Sébastien Loeb    |
| 3. nap (Augusztus 19) | 15. | 09:18   | Dhrontal 1               | 11.14 km | François Duval  | 6:59.2  | 95.67 km/h  | Sébastien Loeb    |
| 3. nap (Augusztus 19) | 16. | 09:46   | Moselwein 1              | 18.70 km | François Duval  | 10:40.3 | 105.14 km/h | Sébastien Loeb    |
| 3. nap (Augusztus 19) | 17. | 11:11   | SSS Circus Maximus Trier | 4.36 km  | François Duval  | 3:11.4  | 82.00 km/h  | Sébastien Loeb    |
| 3. nap (Augusztus 19) | 18. | 13:24   | Dhrontal 2               | 11.14 km | François Duval  | 6:53.4  | 97.01 km/h  | Sébastien Loeb    |
| 3. nap (Augusztus 19) | 19. | 13:52   | Moselwein 2              | 18.70 km | François Duval  | 10:32.7 | 106.40 km/h | Sébastien Loeb    |

## Végeredmény
|          | Versenyző          | Navigátor            | Autó                 | Idő       | Különbség | Pont |
| -------- | ------------------ | -------------------- | -------------------- | --------- | --------- | ---- |
| 1.       | Sébastien Loeb     | Daniel Elena         | Citroën C4 WRC       | 3:27:27.5 | 0.0       | 10   |
| 2.       | François Duval     | Patrick Pivato       | Citroën Xsara WRC    | 3:27:47.8 | 20.3      | 8    |
| 3.       | Mikko Hirvonen     | Jarmo Lehtinen       | Ford Focus RS WRC 07 | 3:28:46.6 | 1:19.1    | 6    |
| 4.       | Marcus Grönholm    | Timo Rautiainen      | Ford Focus RS WRC 07 | 3:29:04.0 | 1:36.5    | 5    |
| 5.       | Jan Kopecký        | Filip Schovánek      | Škoda Fabia WRC      | 3:30:34.6 | 3:07.1    | 4    |
| 6.       | Petter Solberg     | Phil Mills           | Subaru Impreza WRC   | 3:30:42.2 | 3:14.7    | 3    |
| 7.       | Toni Gardemeister  | Jakke Honkanen       | Citroën Xsara WRC    | 3:31:05.0 | 3:37.5    | 2    |
| 8.       | Jari-Matti Latvala | Ole Kristian Unnerud | Ford Focus RS WRC 06 | 3:32:56.8 | 5:29.3    | 1    |
| JRC      |                    |                      |                      |           |           |      |
| 1. (11.) | Martin Prokop      | Jan Tománek          | Citroën C2 S1600     | 3:52:26.9 | 0.0       | 10   |
| 2. (12.) | Urmo Aava          | Kuldar Sikk          | Suzuki Swift S1600   | 3:53:16.4 | 49.5      | 8    |
| 3. (14.) | Conrad Rautenbach  | David Senior         | Citroën C2 S1600     | 3:54:42.8 | 2:15.9    | 6    |
| 4. (20.) | Aaron Burkart      | Michael Kölbach      | Citroën C2 S1600     | 3:56:51.0 | 4:24.1    | 5    |
| 5. (25.) | Jozef Béreš jun.   | Petr Starý           | Renault Clio S1600   | 4:01:16.5 | 8:49.6    | 4    |
| 6. (27.) | Jaan Mölder jr.    | Katrin Becker        | Suzuki Swift S1600   | 4:01:49.3 | 9:22.4    | 3    |
| 7. (30.) | Yoann Bonato       | Benjamin Boulloud    | Citroën C2 R2        | 4:05:32.5 | 13:05.6   | 2    |
| 8. (32.) | Aigar Pärs         | Ken Järveoja         | Citroën C2 S1600     | 4:05:48.3 | 13:21.4   | 1    |